# Polling (Mühldorf am Inn)
Polling er en kommune i Landkreis Mühldorf am Inn i den østlige del af regierungsbezirk Oberbayern i den tyske delstat Bayern. Den er en del af Verwaltungsgemeinschaft Verwaltungsgemeinschaft Polling.

## Geografi
Polling ligger i Region Südostoberbayern omkring 3 km fra Mühldorf.

### Inddeling
I kommunen ligger 65 landsbyer og bebyggelser: Annabrunn, Anzenberg, Asthal, Beham, Bergham, Deutlhausen, Dietlham, Eck, Ecking, Ehring, Estern, Fischerhäusl, Flohberg, Forsting, Franking, Furth, Geier, Gießen, Gröben, Grünbach, Grund, Guggenberg, Gweng, Hacklehen, Hechenberg, Heisting, Holzen, Holzhausen, Kainau, Klugham, Knog, Kronberg, Kundheft, Lenzwald, Liebhartsberg, Lippach, Lohner a.Wald, Monham, Moos, Münchberg, Oberflossing, Obermoosham, Obermörmoosen, Öd, Pfaffenberg, Ploier, Polling, Pullach, Rain, Reichthalham, Reichwinkl, Ried, Riegelsberg, Schoßmühle, Seeor, Steinhölzl, Stieglholzen, Unterflossing, Utting, Wald, Walding, Weiding, Wimöstern, Witzenbichl og Zaun.